# ガーズィー・ウッディーン・ハーン (フィールーズ・ジャング2世)
ガーズィー・ウッディーン・ハーン（Ghazi ud-Din Khan, 1709年3月13日以前 - 1752年10月16日）は、北インド、ムガル帝国の。フィールーズ・ジャング2世（Firuz Jung II）、インティザーム・ウッダウラ（Intizam ud-Daula）の称号でも知られる。ニザーム王国の祖カマルッディーン・ハーンの長男である。

## 生涯
1709年3月13日以前、ムガル帝国の武将カマルッディーン・ハーンの長男として生まれた。
1724年、父カマルッディーン・ハーンはデカン地方にニザーム王国を建国して独立するが、ガーズィー・ウッディーン・ハーンは父の代理として帝都デリーに残った。
1740年から1745年まで、ガーズィー・ウッディーン・ハーンは副軍務大臣の地位にあり、1751年6月17日からは軍務大臣の地位にあった。宮廷にいる間、トルコ系貴族の一員として宰相サフダル・ジャングらイラン系貴族と争った。
さて、この間1748年に父カマルッディーン・ハーンが死亡し、兄弟や甥がニザーム位を争っていたが、正式な継承権はガーズィー・ウッディーン・ハーンにあった。そのため、彼も継承権を主張し、1751年1月31日に皇帝から「ニザームル・ムルク」の称号を与える勅令が出された。
1752年5月14日、マラーターとの協議でもガーズィー・ウッディーン・ハーンが正当な後継者として認められ、彼はデカンへと戻ったが、10月16日に宮廷のあるアウランガーバードで弟ニザーム・アリー・ハーンの母に暗殺された。